# Laugarvatn
Der See Laugarvatn liegt im Südwesten von Island. 

## Geografie
Genauso wie der gleichnamige Ort an seinem Ufer, befindet sich der Laugarvatn auf dem Gebiet der Gemeinde Bláskógabyggð im Laugardalur.
Seine Fläche ist mit 2,14 km² deutlich kleiner als die des benachbarten, südsüdöstlich gelegenen Apavatn, mit dem er über den Fluss Hólaá verbunden ist. Nordwestlich des Sees befindet sich der Berg Laugarvatnsfjall.

## Geschichte
Es heißt, dass die Leichen des letzten katholischen Bischofs Islands, Jón Arason von Hólar, und seiner Söhne, nachdem sie im 16. Jahrhundert hingerichtet wurden, im See gewaschen wurden. Eine laug ist eine warme Quelle und vatn ist das 
isländische Wort für Wasser oder hier besser See. Hier im See gibt es warme Quellen.

## Verkehr
Der Laugarvatn liegt am Laugarvatnsvegur , der vom Süden kommend hier seine Richtung nach Osten ändert. Dieser Teil gehört zum  Golden Circle, der beliebten touristischen Route, ebenso verkehren hier die Regionalbuslinien 72 und 73 der Straeto. Von Westen von Þingvellir kommt der Gjábakkavegur  und führt dann zum Geysir im Haukadalur. 

## Siehe auch

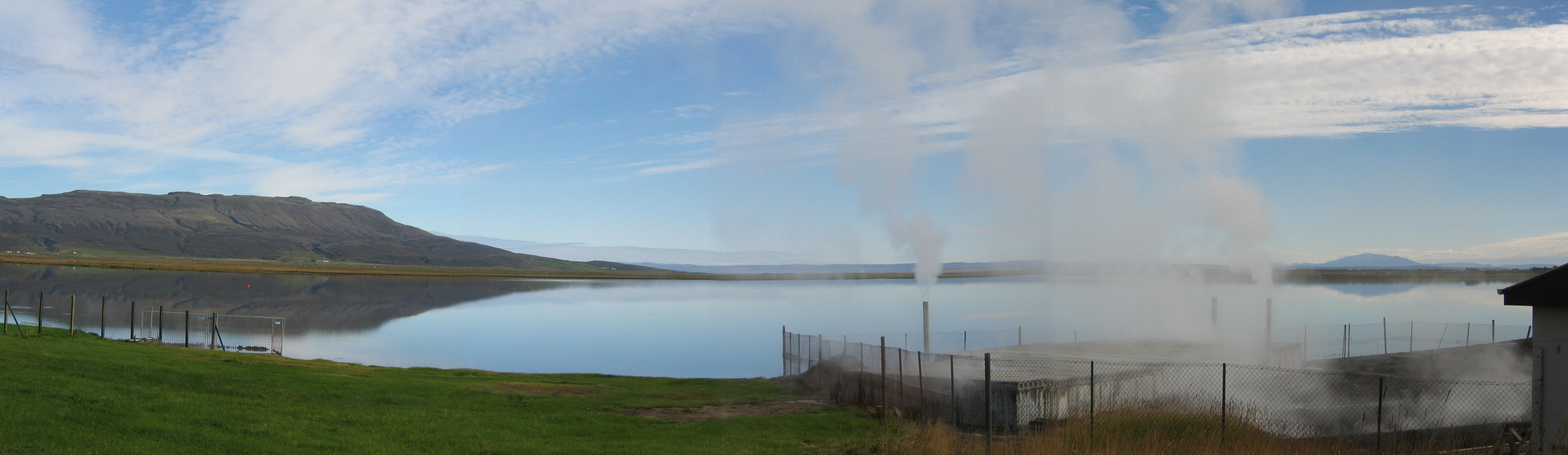
Laugarvatn